# Frank Sturgis

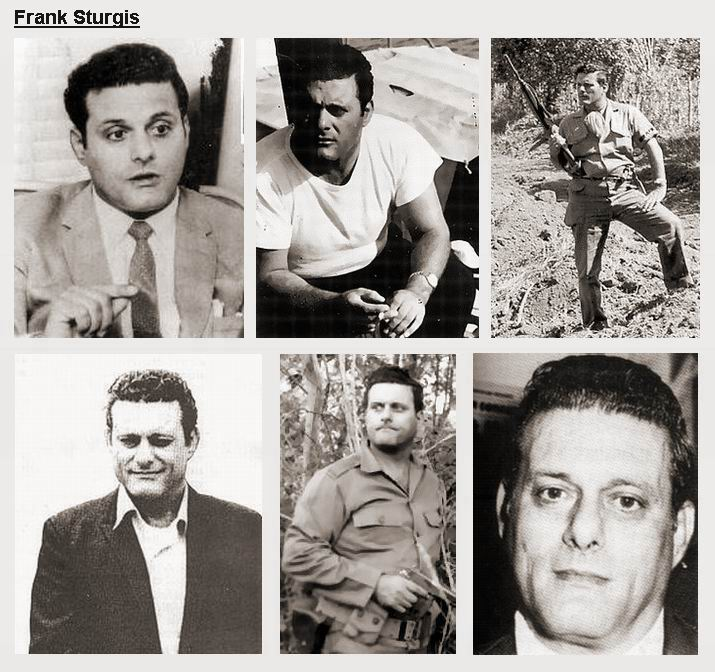
Verschiedene Bilder Sturgis

Frank Anthony Sturgis, geboren als Frank Angelo Fiorini, (* 9. Dezember 1924 in Norfolk (Virginia); † 4. Dezember 1993 in Miami) war 1972 einer der fünf Einbrecher in die Zentrale der Demokraten in der Watergate-Affäre.
Sturgis war als Mitglied der US-Marineinfanterie im Pazifik Teilnehmer des Zweiten Weltkriegs. 1952 ließ er seinen Namen ändern und nahm den Familiennamen seines Stiefvaters an, den seine Mutter bereits 1937 geheiratet hatte. Später kam er über den von Fulgencio Batista 1952 gestürzten und seitdem im Exil in Florida lebenden kubanischen Ex-Präsidenten Carlos Prío in Kontakt mit der bewaffneten Widerstandsbewegung in Kuba. Sturgis beteiligte sich zunächst an der Versorgung der Rebellenarmee mit Waffen, bevor er sich den von Fidel Castro angeführten Rebellen in der Sierra Maestra später selbst als kampferprobter Ausbilder anschloss. Ende 1958 bis Mitte 1959 unterhielt er in Kuba Kontakte zu CIA-Mitarbeitern, für die er nach eigenen Angaben unentgeltlich innerhalb der Zivilregierung und des Militärs Agenten anwarb.
Nach dem Sieg der Revolution Anfang Januar 1959 wurde er von Castro mit der Leitung der Ermittlungen zu den kriminellen Hintergründen verschiedener US-amerikanischer Besitzer von Glücksspiel-Casinos in Havanna beauftragt und suchte die Zusammenarbeit mit den Polizeibehörden von Miami. Als deutlich wurde, dass Castro die Revolution entgegen vorheriger Beteuerungen auf einen prokommunistischen Kurs umlenkte, bildete Sturgis jedoch antikommunistische Kampfeinheiten, für die er zum Teil von denselben Casino-Besitzern finanzielle Unterstützung erhielt. Im Juni 1959 verließ er Kuba und lebte seitdem in Florida, von wo er erneut die (inzwischen gegen Castro gerichtete) bewaffnete Widerstandsbewegung unterstützte, indem er Kämpfer und Material ins Land schmuggelte sowie Flugblattabwürfe über kubanischem Territorium durchführte. Er war einer der Trainer der Exilkubaner, die 1961 die gescheiterte Invasion in der Schweinebucht durchführten. Nach Aussagen der Deutschen Marita Lorenz, mit der Castro 1959 in Havanna eine Liebesaffäre angefangen hatte, warb Sturgis sie als CIA-Agentin an und versuchte, sie für ein Attentat auf Castro zu gewinnen.
Außerdem war er ein Freund des Kolumnisten Jack Anderson. Er machte Anderson mit einem weiteren Einbrecher, dem „Fotografen“ der Einbrechergruppe Eugenio Martínez bekannt. Zur Zeit des Einbruchs wurde das Zimmer 314 im Watergate-Hotel für Sturgis und Virgilio R. González gemietet. Weitere Einbrecher waren Bernard Barker und James W. McCord, Jr. Im Watergate-Prozess plädierte er auf „schuldig“.